# Svartbambuparken
Svartbambuparken eller Zizhuyuanparken  eller Zizhuyuan Gongyuan (kinesiska: 紫竹院公园) är en park i Peking i Kina. Den ligger i Haidiandistriktet.  Svartbambuparken ligger väster om Pekings zoologiska trädgård innanför västra Tredje ringvägen.
Svartbambuparken ligger 51 meter över havet. Arean är 47 hektar. 
| Pekings tunnelbana |         |                               |
|                    | Linje 4 | National Library (国家图书馆) |
|                    | Linje 9 | National Library (国家图书馆) |